# Larinia ambo
Larinia ambo är en spindelart som beskrevs av Harrod, Levi och Laura B. Leibensperger 1991. Larinia ambo ingår i släktet Larinia och familjen hjulspindlar. Inga underarter finns listade i Catalogue of Life.